# کونتاکت (نوادا)
کونتاکت (به انگلیسی: Contact) یک منطقهٔ مسکونی در ایالات متحده آمریکا است که در شهرستان ایلکو، نوادا واقع شده‌است. کونتاکت ۱٬۶۳۱٫۰ متر بالاتر از سطح دریا واقع شده‌است.